# Opatija (Pokupsko)
Opatija is een plaats in de gemeente Pokupsko in de Kroatische provincie Zagreb. De plaats telt 166 inwoners (2001).